# Мамонтёнок (вездеход)
«Мамонтёнок» — плавающий грузовой вездеход с шарнирно-сочленённой рамой на шинах сверхнизкого давления. Производился «Ассоциацией Арктиктранс» с 1990 по 2012гг. Большинство агрегатов и узлов этого вездехода изготавливалось с использованием стандартных деталей от грузовиков Горьковского автомобильного завода, что обеспечивало простоту в эксплуатации, облегчало техническое обслуживание и ремонт.
«Мамонтёнок» предназначался для перевозки грузов и людей по бездорожью всех типов, включая слабонесущие, лесные, болотистые грунты, водные пространства, снег любой плотности. Вездеход выпускался в различных модификациях: с бортовым кузовом, тентовым фургоном, утеплённым дюралевым или стальным КУНГом.

## Особенности конструкции
Главными особенностями конструкции вездехода «Мамонтёнок» являются: шарнирно-сочлененный транспортно-поворотный узел (в просторечии — «ломающаяся рама») и тонкостенные шины сверхнизкого давления. Сравнительно небольшие ходы рессорной подвески компенсируются «изломом» рамы. Благодаря огромным колёсам, диаметр которых — 170 см, вездеход может плавать по воде. Протекторы при этом выполняют роль гребных лопаток. С полной нагрузкий Мамонтёнок может преодолевать брод глубиной до 1,5 м.

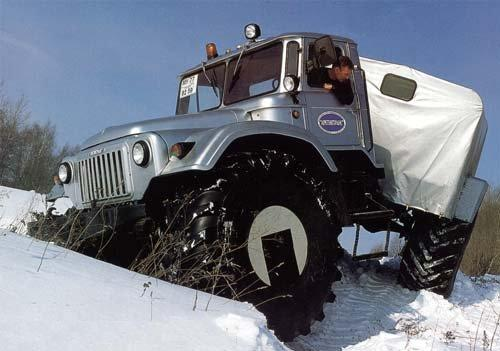
Поворачивает вездеход за счёт изгиба шарнирно-сочлененной рамы, а не поворота колёс

Однако стоит заметить, что «Мамонтёнок» не является классическим вездеходом-амфибией, так как способность плавать объясняется большим водоизмещением колес, а не герметичным водоизмещающим кузовом.

## Технические характеристики
- Боковая устойчивость, град : 36
- Радиус поворота, м : 10
- Шины : 1700х750-26", камерные, сверхнизкого давления
- Регулировка давления в шинах : автоматическая
- Удельное давление на грунт, кг/см² : 0,2-0,6
- Компоновка : капотная (в первом поколении — бескапотная)
- Привод : полный подключаемый с демультипликатором и самоблокирующимися межколесными дифференциалами
- Передняя подвеска : зависимая рессорная
- Задняя подвеска : зависимая рессорная
- Тормоза : барабанные с гидроприводом и гидровакуумными усилителями
- Минимальная скорость движения на низшей передаче, км/ч : 1,5
- Скорость на воде, км/ч : 3-5

## Поколения

### Первое поколение

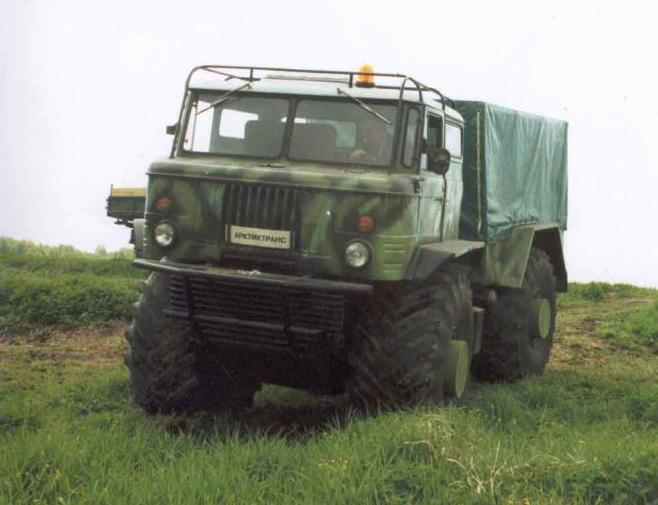
«Мамонтёнок» первого поколения

Первое поколение вездехода «Мамонтёнок» выпускалось с 1990 по 1998 гг. с шестиместной кабиной, сваренной из двух от ГАЗ-66. На вездеход устанавливался атмосферный дизель «Мерседес» мощностью 72 л. с.
В этом поколении поворотно-сцепное устройство вездехода имело три степени свободы: помимо «излома» рамы в горизонтальной плоскости и закручивания её «винтом», она могла складываться вертикально, что помогало штурмовать крутые склоны.

### Второе поколение

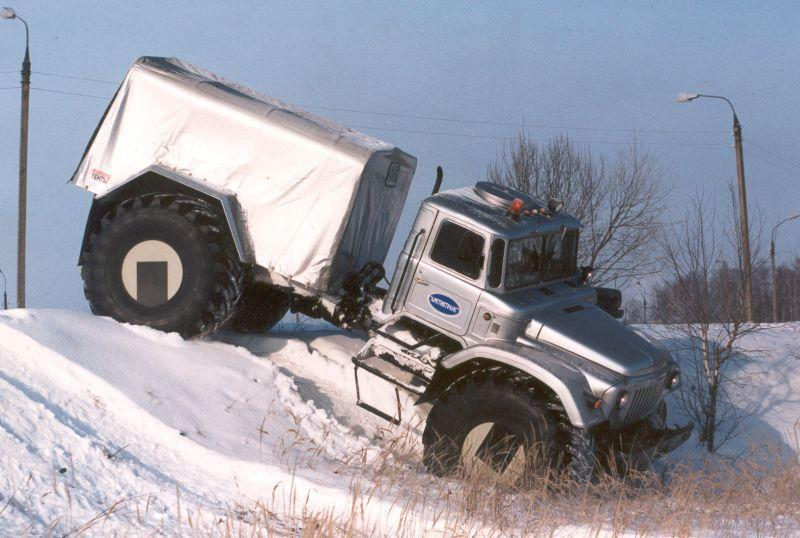
Второе поколение

Во втором поколении на вездеход устанавливался более мощный дизельный двигатель Д-243. Так как он не помещался в моторный отсек кабины ГАЗ-66, к ней стали приваривать капот от ГАЗ-53. Для улучшения активной безопасности, чтобы при движении по дорогам с твёрдым покрытием не возникала резонансная раскачка, отказались от складывания рамы в вертикальной плоскости.

### Третье поколение

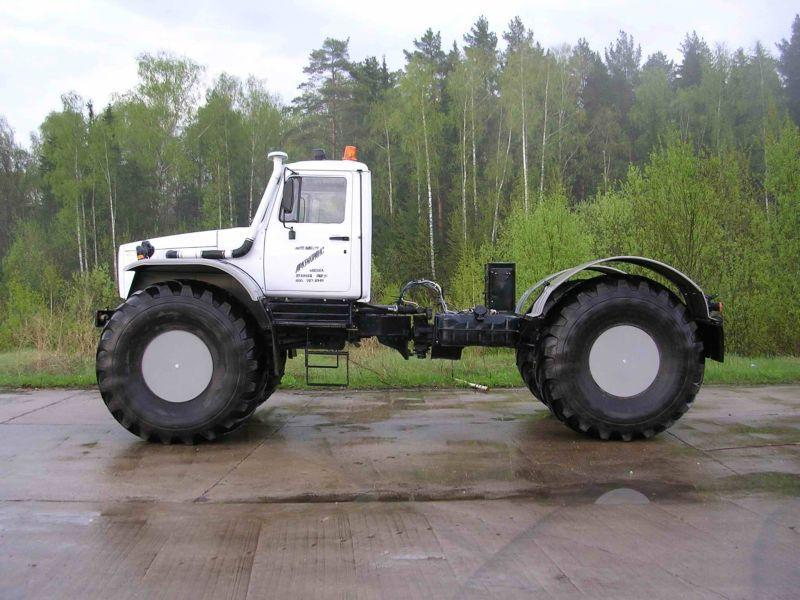
Третье поколение

В третьем поколении «Мамонтёнок» выпускался с кабиной от ГАЗ-3307. Для экономии топлива и уменьшения износа поворотно-сцепного устройства задний мост сделали отключаемым.